# オスカル・ムーンス
オスカル・ムーンス（Oscar Moens, 1973年4月1日 - ）は、オランダ・ウェストラント市スフラフェーンザンデ出身の元同国代表サッカー選手、現サッカー指導者。現役時代のポジションはゴールキーパー。

## 経歴
1990年にスヒーダムのSVVでプロデビュー。1992年にSBVエクセルシオールに加入し、レギュラーポジションを獲得。同クラブでは小倉隆史とチームメイトであった。1995-96シーズン途中でAZアルクマールに移籍、1998年には監督に就任したばかりのフランク・ライカールトから声が掛かり、オランダ代表デビューも果たした。RBCローゼンダールへレンタルで出された半シーズンを除いて2003年までAZでプレーした。
2003年、肖像権の扱いを巡ってクラブと対立し、オランダサッカー協会が仲裁に入る事態にまで発展した。調停の結果、クラブからムーンスに60万ユーロが支払われ、契約も解除となった。
AZから自由契約となった後、セリエBのジェノアCFCにトライアウト入団したが、結局出場機会を得られずにオランダへ帰国。ヴィレムIIに加入する。2006年にはエウレリョ・ゴメスのバックアップとしてPSVアイントホーフェンへ移籍。しかしシーズン終了後に契約は延長されずフリーとなる。
2008年にヴィレムIIと再契約。1年のブランクを経て現場復帰することとなった。2010年4月からはユナイテッドサッカーリーグ（3部相当）のデイトン・ダッチ・ライオンズFCへ移籍した。2011年5月からはスパルタ・ロッテルダムへ移籍。
現役引退後、2014年よりフェイエノールトのアカデミーでGKコーチを務めている。

## タイトル
PSV
- エールディヴィジ : 2006-07